# Afonso de Albuquerque
Afonso de Albuquerque, portugalski general in admiral, * 1453, Alhandra, † 16. december 1515, Goa.